# Damm (Parchim)
Damm is een ortsteil van de Duitse stad Parchim in de deelstaat Mecklenburg-Voor-Pommeren. Tot 25 mei 2014 was Damm een zelfstandige gemeente in de Landkreis Ludwigslust-Parchim.

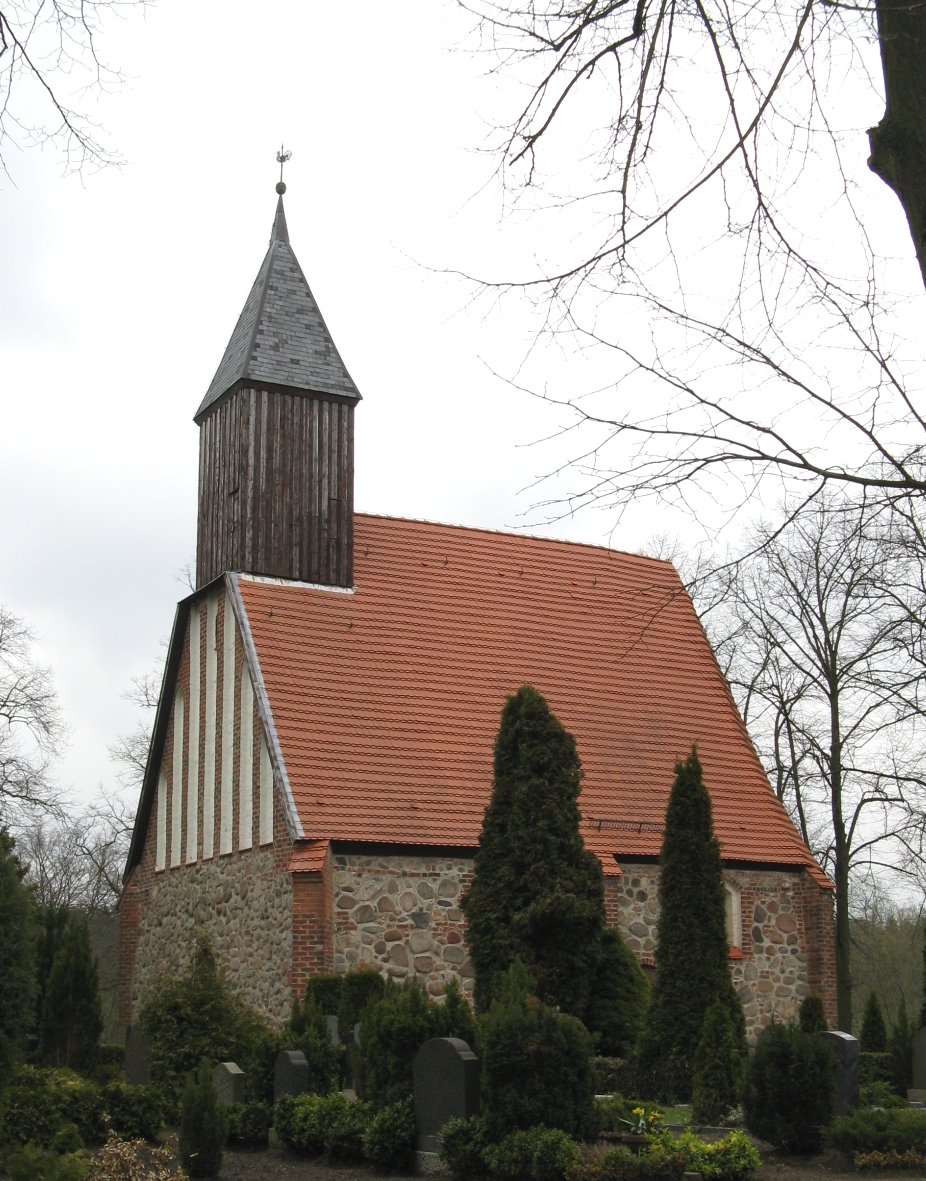
Kerk van Damm